# Tirso
De Tirso (Sardijnsː Tirsu, Latijn Thyrsus) is de langste rivier van Sardinië.
Hij ontspringt als Riu de su Campo te noorden van Bitti, in de provincie Nuoro aan de oostzijde van het eiland. Vervolgens stroomt hij door stuwmeer Lago Omodeo en mondt uit aan de westzijde van het eiland bij Oristano. Bij het dorp Illorai is er de Ponte Ezzu, een oude Romeinse brug. De rivier is 150 km lang en enkel de laatste kilometers zijn bevaarbaar. De vruchtbare hoogvlakte ten noorden van Oristano, waar de rivier doorheen stroomt, is de Tirso-hoogvlakte.